# Столыпин, Павел Григорьевич
Павел Григорьевич Столыпин — советский военный деятель, генерал-лейтенант медицинской службы и учёный-медик, кандидат медицинских наук.

## Биография
Родился в 1899 году в селе Поливановка. Член КПСС с 1919 года.
С 1918 года — на военной службе, общественной и научной работе. В 1918—1970 гг. — участник Гражданской войны, политработник, военврач, на командующих должностях в области медицинского обеспечения боевых действий войск, участник Великой Отечественной войны, заместитель начальника Санитарного управления Северо-Западного фронта, начальник медицинской службы 2-го Украинского, начальник медицинской службы Забайкальского фронта, в руководстве военно-медицинской службы Вооруженных Сил, начальник ВМА им. С. М. Кирова, начальник Главного военно-медицинского управления МоО СССР, начальник кафедры военной подготовки 1-го ММИ.
Умер в Москве в 1970 году.